# Traffic Signal
Traffic Signal – komediodramat indyjski z 2007 roku, wyreżyserowany przez Madhur Bhandarkar, autora  15 Park Avenue Grają Kunal Khemu, Konkona Sen Sharma, Ranvir Shorey i Neetu Chandra. Film jest trzecia częścią współczesnej trylogii mumbajskiej: Page 3, Corporate. Bhandarkar uzyskał za reżyserię nagrodę National Film Awards. Paradokumetalnie przedstawione losy kilku osób żyjących ze sprzedaży czy żebrania w chwili, gdy samochody zatrzymują się na czerwonym świetle w pewnym punkcie Mumbaju. To historia, w której wszyscy maja swoje miejsce w ulicznej wspólnocie. Fil pokazuje łączące ich więzi opieki, obrony, przyjaźni, miłości, ale i nadużycia, wykorzystania. O losie ich decyduje pieniądz, ale i pragnienie życia w godności, w zgodzie ze sobą.
W filmie rolę gangstera gra też reżyser Chameli i Hazaaron Khwaishein Aisi - Sudhir Mishra.

## Fabuła
Mumbaj. Skrzyżowanie Kelkar Market Road. Co chwilę na czerwonych światłach zatrzymują się setki samochodów. Do ich okien ruszają dziesiątki ludzi. Sprzedać kwiaty, chorągiewki na Święto Niepodległości Indii, wyżebrać parę rupii. Uliczni sprzedawcy, żebracy, prostytutki. Każdy z nich ze swoich zarobków płaci haracz obrotnemu, roześmianemu Sisili (Kunal Khemu). Ten odprowadza pieniądze z haraczu wyższym w hierarchii mafii żebraczej. Zna tu wszystkich, zapewnia opiekę, promieniuje radością życia, ale też lekko decyduje o pobiciu nieposłusznych. Od 10 roku żyje tu zarabiając na ludziach zatrzymujących się na światłach. Najpierw pomagał żebrzącemu przy rangoli Sai Baby kulawemu Manyi. Teraz troszczy się o, podobne do niego kiedyś, dzieci ulicy. O Dambera, który porzucony kilka lat temu tu na światłach przez matkę, wciąż czeka na jej powrót. O wciąż wydzwaniającego w poszukiwaniu rodziców Chinnu. Jego rodzice zaginęli podczas tsunami, więc ulica wola za chłopcem Tsunami. Obok nich toczą się losy innych. Szorstkiej prostytutki Noorie (Konkona Sen Sharma) i milczącego zakochanego w niej ćpuna (Ranvir Shorey). Wszyscy razem tworzą coś w rodzaju rodziny. Troszczą się o siebie, śmieją się razem, opłakują siebie. Zdarza się między nimi przyjaźń. Zdarza się miłość. Między Silsilą a Rani z Gudżaratu (Neetu Chandra). Ich życie może się zmienić, jeśli wzbogacający się na nich gangster Afzar (Sudhir Mishra) przyjmie zlecenie na zabójstwo pewnego inżyniera (Manoj Joshi).

## Cytaty
- Z rozmowy żebraków: "Wczoraj stałem pod świątynią Lakszmi i dali mi przez4 godziny tylko 24 rupie, a w nocy pod Chandni Bar dostałem w ciągu godziny 100 rupii. - Kto wie, gdzie naprawdę przebywa Bóg!?"
- z rozmowy prostytutek: "My, dziwki robimy z ludzi durniów nocą, a politycy w dzień."
- rada Silsili do nowego dzieciaka idącego na żebry: "Z dumą wyciągaj rękę na sygnał. Nie robią ci łaski dając  rupie. Biorąc je oczyszczasz ich z grzechów"

## Obsada
- Kunal Khemu ...... Silsila
- Konkona Sen Sharma ...... Noorie
- Neetu Chandra ...... Rani
- Ranvir Shorey ...... Dominic D'Souza
- Sudhir Mishra .....Afzal Bhai

## Nagrody
- 2007 : National Film Award dla Najlepszego Reżysera dla Madhur Bhandarkar
- 2007 : National Film Award za Najlepszy Make Up dla Anil Moti Ram Palande

## Muzyka i piosenki
1. Yehi Zindagi Hai
2. Na Jis Din Teri
3. Aiga AIga Aiga